# José Agustín Molas
José Agustín Molas de la Costa (Santa María de Fe, 27 de agosto de 1783 - Quyquyhó, 11 de enero de 1827) fue un presbítero y prócer que participó activamente en el proceso de independencia de Paraguay en 1811. Era hermano del prócer Mariano Antonio Molas.

## Biografía

### Primeros años y familia
Nació el 27 de agosto de 1783, en Santa María de Fe, departamento de Misiones. Fue bautizado el 8 de octubre de 1787 en la Catedral Metropolitana de Asunción. Fue hijo de Don Pedro José Molas Colet, capitán de milicias proveniente de Buenos Aires y Doña María Úrsula de la Costa Esquivel, mujer de una familia acomodada de la ciudad de Asunción. Uno de sus hermanos era el conocido prócer Mariano Antonio Molas.
Realizó sus estudios en el Colegio Seminario de San Carlos y tiempo después fue ordenado sacerdote en Asunción, capital del Paraguay.

### Expedición de Belgrano al Paraguay
A comienzos de 1811, Molas fue capellán de las fuerzas realistas de Bernardo de Velasco (bando paraguayo) que se enfrentaron a las tropas porteñas de Manuel Belgrano en las batallas de Paraguarí y Tacuarí. Según testimonios, Molas sirvió ejemplarmente auxiliando a los heridos e incluso llegó a tomar las armas y combatir cuando la situación lo requirió. Luego de la batalla de Tacuarí son conocidas las conversaciones que Molas mantuvo con Belgrano luego su rendición del 10 de marzo de 1811, donde expuso con claridad la posición paraguaya con respecto a la Junta de Buenos Aires.
Belgrano le dijo que “Buenos Aires tenía autoridad sobre las demás provincias como la nuestra”.
Molas respondió que “los mismos argumentos que asistían a Buenos Aires, asistían al Paraguay y a las otras provincias que tenían derecho a optar por la independencia”.
La conferencia entre ambos fue larga, pero Belgrano insistió en la supuesta buena voluntad y el deseo de liberar al Paraguay de los españoles. También dijo: “La junta de Buenos Aires no amenazó a la provincia, sino a los Jefes ¿pero porque no quieren obedecer a la Junta cuando ella es la capital”?
Molas respondió: “Porque el pueblo de Buenos Aires no tiene autoridad por capital de subyugar a las demás provincias, sino únicamente representar sus derechos peculiares como cada provincia los tiene y la autoridad del virrey, que se tomó el Pueblo, no debe extenderse a las demás provincias, porque cesaba ésta”.

### Independencia del Paraguay
Molas participó activamente junto con otros próceres en las reuniones secretas para la realización golpe del 14 y 15 de mayo de 1811 que depuso al gobernador español Bernardo de Velasco del poder, para sí lograr la independencia del Paraguay. Luego de la revolución fue designado capellán oficial del ejército paraguayo.
En los primeros congresos del gobierno paraguayo Molas participó activamente siendo un mediador clave entre la iglesia y el nuevo gobierno independentista, al igual que el presbítero Francisco Javier Bogarín.

#### Primer congreso
Molas integró el grupo de congresistas del clero que eran un total de 15 presbíteros y 5 frailes, que asistieron en representación de la iglesia al congreso realizado entre el 17 y el 20 de junio de 1811 en Asunción. Entre ellos estaban Fernando Caballero, Francisco Javier Bogarín y el provisor y vicario general, el correntino José Baltasar de Casafús. Todos apoyaron la moción de Molas que logró la mayoría de votos en la asamblea. Mientras que Bogarín propuso que el nombre del nuevo gobierno debía ser "Gobierno Provincial" y no "Junta" para contraponerse a la de Buenos Aires a la cual calificó como de "arrogante" y "abusiva".

#### Segundo congreso
El 30 de septiembre de 1813 se realizó un segundo congreso, en el que Molas junto con su hermano Mariano apoyaron la candidatura del Dr. Francia y Fulgencio Yegros como cónsules de la República.

#### Tercer congreso
Un tercer congreso paraguayo fue realizado el 3 de octubre de 1814, donde Molas y su hermano Mariano apoyaron la candidatura del Dr. Francia como Dictador Temporal de la República, por 4 años de duración.

#### Cuarto congreso
El 30 de mayo de 1816 se realizó un cuarto congreso, en el que los hermanos Molas se opusieron tenazmente al nombramiento del Dr. Francia como Dictador Perpetuo de la República, por lo que poco a poco ambos fueron marginados y se alejaron de la política, debido a su férrea oposición al gobierno de Francia.

### Gobierno del Dr. Francia
Desde entonces, Molas se alejó de todo y se dedicó totalmente a su labor como sacerdote en distintos pueblos del interior del país, por las zonas de Paraguarí y Misiones, ya que su familia poseía tierras y estancias en la zona de Caapucú.
Durante ese tiempo como sacerdote en el sur del país, conoció y entabló cierta amistad con el botánico y científico francés Aimé Bonpland quien estuvo confinado en Santa María de Fe (pueblo natal de Molas) entre 1821 y 1829.

### Últimos años y muerte
En sus últimos años fue cura interino del pueblo de San Cosme y Damián, en el sur del país (actual departamento de Itapúa). Falleció el 11 de enero de 1827 a la edad de 43 años, fue enterrado en la iglesia de la ciudad de Quyquhó, departamento de Paraguarí. No tuvo descendencia conocida.

## Homenajes
En su honor fue nombrado el Colegio Nacional Presbítero José Agustín Molas de la ciudad de Santa María de Fe, departamento de Misiones. Así como la Escuela Básica N°4419 Padre José Agustín Molas del distrito de 25 de Diciembre del departamento de San Pedro.